# Птах-гончар строкатий

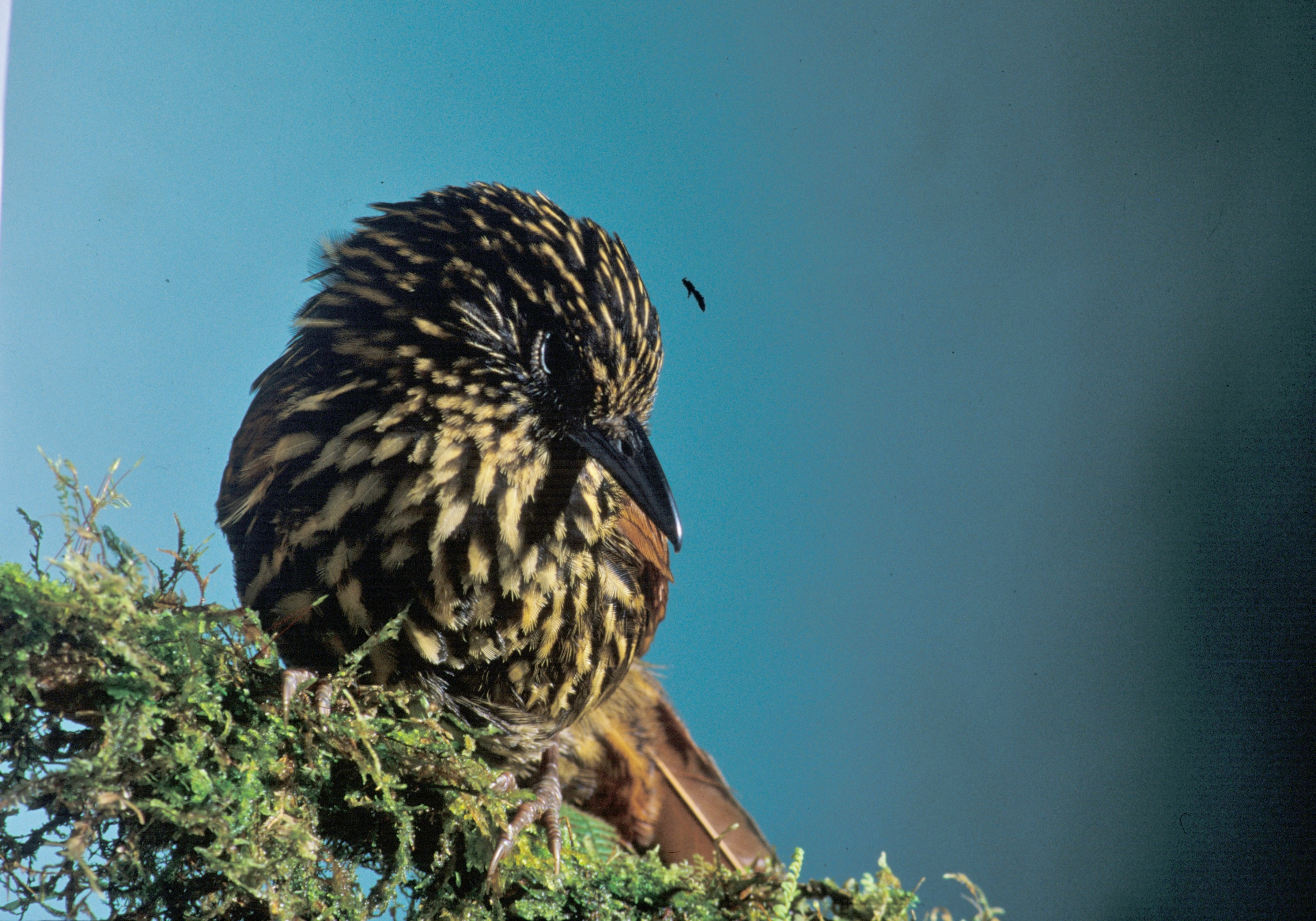
Строкатий птах-гончар

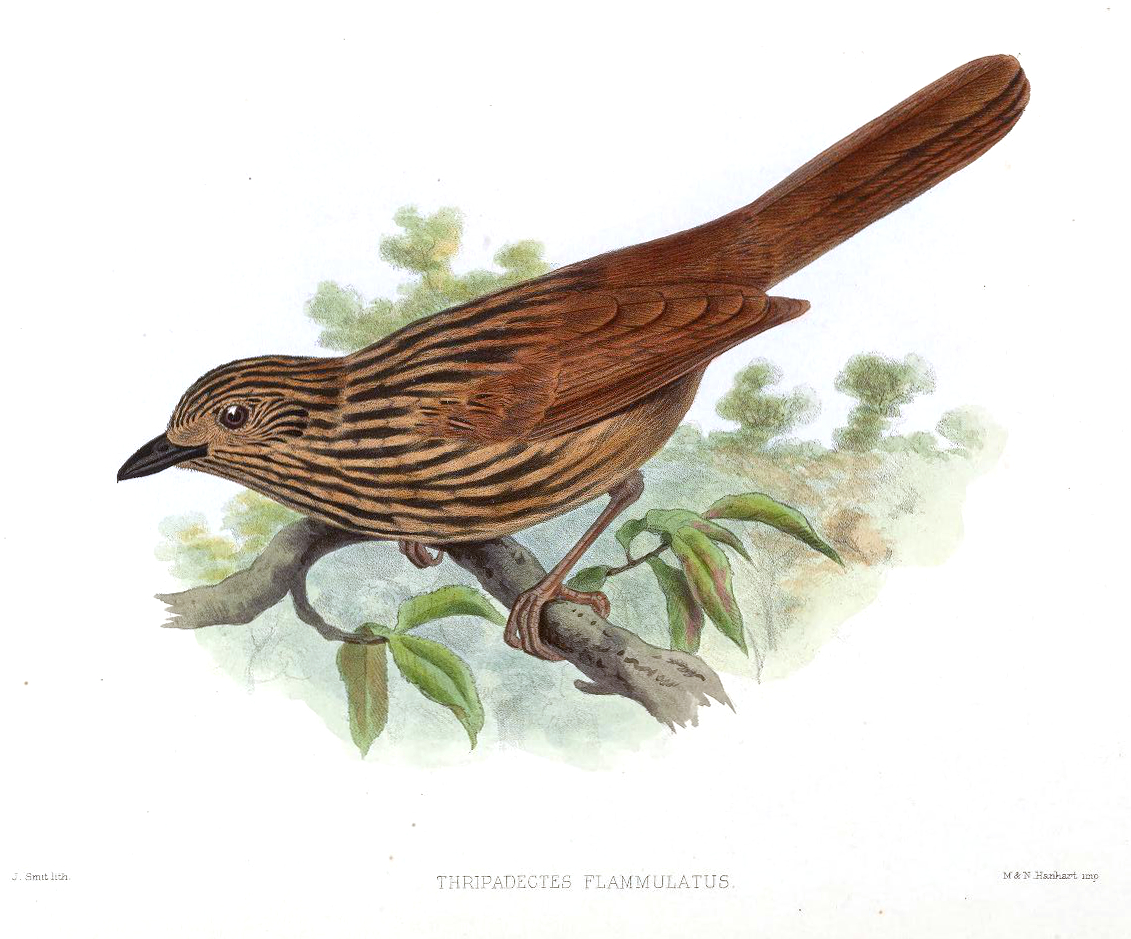
Строкатий птах-гончар

Птах-гончар строкатий (Thripadectes flammulatus) — вид горобцеподібних птахів родини горнерових (Furnariidae). Мешкає в Андах.

## Підвиди
Виділяють два підвиди:
- T. f. bricenoi Berlepsch, 1907 — Анди на заході Венесуели (Мерида);
- T. f. flammulatus (Eyton, 1849) — Сьєрра-Невада-де-Санта-Марта (північний схід Колумбії), Анди на південному заході Венесуели (Тачира), Колумбійські Анди (Західний хребет від Антіокії на південь до Кауки), Центральний хребет, Східний хребет від Норте-де-Сантандера на південь до Кундінамарки), Еквадорські Анди (Західний хребет на південь до Асуая), крайня північ Перу (П'ьюра, Кахамарка).

## Поширення і екологія
Строкаті птахи-гончарі мешкають у Венесуелі, Колумбії, Еквадорі і Перу. Вони живуть в підліску вологих гірських тропічних лісів Анд. Зустрічаються на висоті від 800 до 3500 м над рівнем моря.